# 超苦鉄質岩

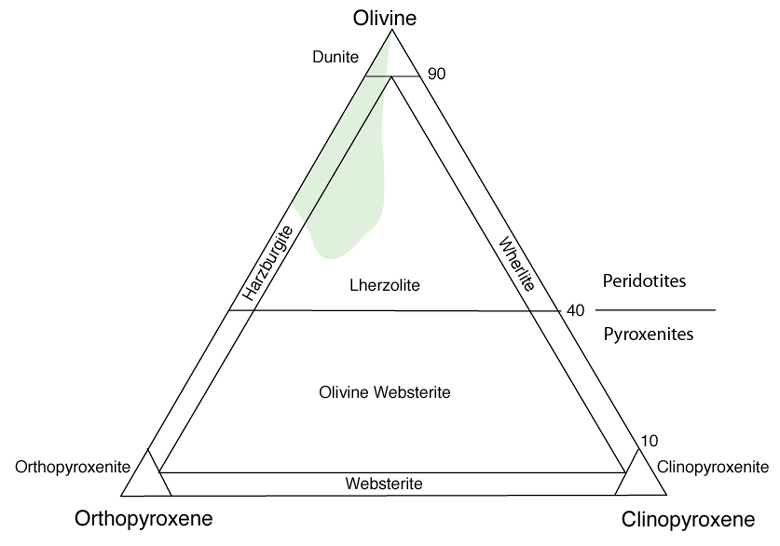
超苦鉄質岩の分類（カンラン石-斜方輝石-単斜輝石の関係）

超苦鉄質岩（ちょうくてつしつがん、英: ultramafic rock）あるいは超マフィック岩（ちょうマフィックがん）とは、ほとんどがカンラン石、輝石、角閃石などの苦鉄質鉱物（マフィック鉱物）からなり、長石や石英などの珪長質鉱物（フェルシック鉱物）をほとんど含まない岩石。
SiO2含有量から定義された超塩基性岩とほぼ同じ意味で用いられることも多い。

## 超苦鉄質岩の分類
かんらん岩、輝石岩（英語: Pyroxenite）、角閃石岩（英語: Hornblendite）、蛇紋岩など。

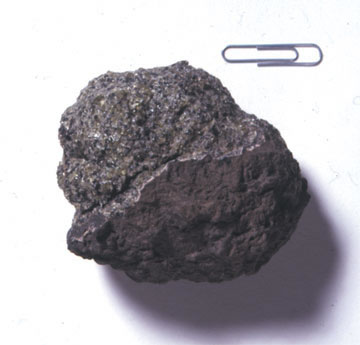
かんらん岩
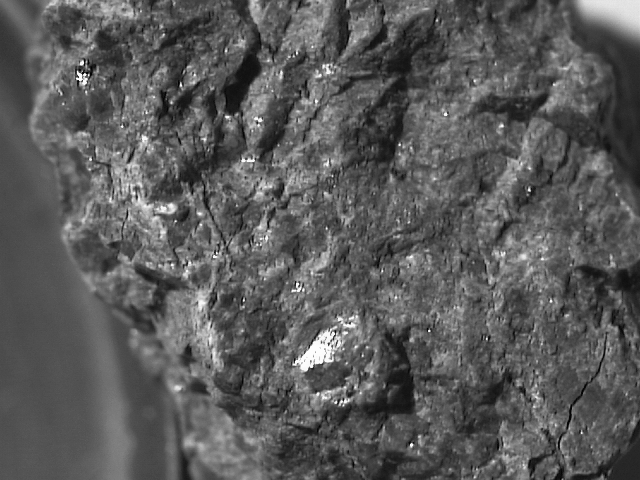
輝石岩
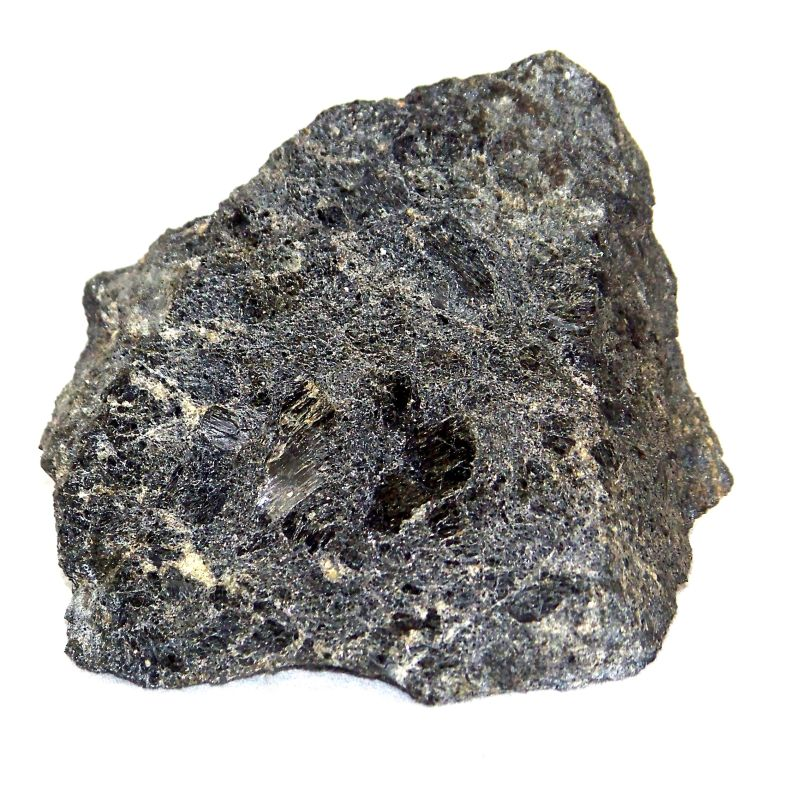
角閃石岩